# Ligia natalensis
Ligia natalensis is een pissebed uit de familie Ligiidae. De wetenschappelijke naam van de soort is voor het eerst geldig gepubliceerd in 1920 door Collinge.